# Gottfried II. von Rancon
Gottfried II. († 1194) war ein Herr von Rancon und Taillebourg. Er war ein Sohn des Gottfried I. von Rancon und der Fossifia.
Wie die Mehrheit des aquitanischen Feudaladels auch war Gottfried ein Gegner der Plantagenetherrschaft (siehe Angevinisches Reich). 1173 schloss er sich der Revolte des jüngeren Heinrich gegen dessen Vater König Heinrich II. an. Danach bekämpfte er den Herzog Richard Löwenherz, der aber am 3. Mai 1179 Taillebourg und kurz danach Pons eroberte und Gottfried somit zur Unterwerfung zwang. Im Jahr 1188 schloss er sich erneut mit dem Grafen Aymar von Angoulême und Gottfried von Lusignan zum Aufstand zusammen, erneut erfolglos. Darauf beteiligte er sich am dritten Kreuzzug und stellte sich dabei auf Sizilien zusammen mit Hugo V. von Châteaudun dem französischen König für Richard Löwenherz als Geisel, als Unterpfand für dessen Eheversprechen mit einer Schwester Philipps II. August. Im Juni 1191 stieß er mit anderen Rittern zur Belagerung von Akkon. Zurück in der Heimat nutzte er die Gefangenschaft Richards Löwenherz in Deutschland zur erneuten Rebellion und legte 1193 gegenüber König Philipp II. August den Lehnseid ab. Die Bedingungen zu dieser Lehnsnahme wurden im Folgejahr vom König bestätigt. Kurz danach ist Gottfried wohl verstorben.
Sein Sohn war Gottfried III. von Rancon.

## Weblink
- Seigneurs de Rancon bei Foundation for Medieval Genealogy.ac (englisch)

| Personendaten    | Personendaten                                |
| ---------------- | -------------------------------------------- |
| NAME             | Gottfried II. von Rancon                     |
| ALTERNATIVNAMEN  | Geoffroy II de Rancon                        |
| KURZBESCHREIBUNG | Herr von Rancon und Taillebourg, Kreuzfahrer |
| GEBURTSDATUM     | 12. Jahrhundert                              |
| STERBEDATUM      | 1194                                         |